# Karl August von Böhmer

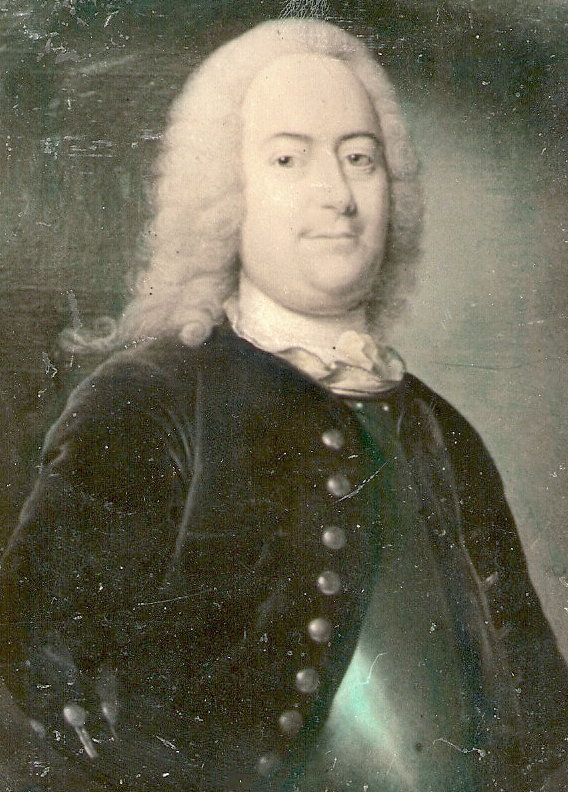
Karl August von Böhmer

Karl August Böhmer, ab 1743 von Böhmer, (* 17. März 1707 in Halle; † 7. März 1748 in Glogau) war ein preußischer Verwaltungs- und Kirchenjurist sowie Oberamtspräsident von Glogau.

## Herkunft
Karl August von Böhmer gehörte zu der Juristenfamilie Böhmer/von Boehmer, die im 18. und 19. Jahrhundert zu den so genannten Hübschen Familien in Kurhannover und im frühen Königreich Hannover gehörte. Er war der Sohn von Justus Henning Böhmer und der Eleonore Rosine Stützing (1679–1739) sowie Bruder der Rechtswissenschaftler Georg Ludwig Böhmer und Johann Samuel Friedrich von Böhmer sowie des Mediziners Philipp Adolph Böhmer.

## Leben und Wirken
Karl August Böhmer studierte zunächst ebenso wie sein älterer Bruder Johann Samuel Friedrich Rechtswissenschaften bei seinem Vater Justus Henning Böhmer an der Universität Halle und promovierte 1726 mit der Dissertation: „de mente juris canonici“. Anschließend übernahm er die Aufgabe, die über Jahre hinweg gesammelten zahllosen Gutachten und Entscheidungen seines Vaters zu bündeln und im Jahre 1733 unter dem Titel: „Consulatationes et decisiones juris“ herauszugeben. 
Doch bereits einige Jahre später verlagerte Boehmer seine bisher eher wissenschaftliche Tätigkeit auf eine politische und verwaltungsjuristische Karriere. Auf Grund der guten Beziehungen seines Vaters Justus Henning zum preußischen Hof wurde König Friedrich Wilhelm II. von Preußen auf Karl August Böhmer aufmerksam und berief diesen zu seinem Kammer- und Domänenrat. Nach der Befreiung Schlesiens von Österreich durch Preußen im Rahmen des Ersten Schlesischen Krieges wurde Schlesien in zwei Verwaltungsbezirke eingeteilt, von denen Karl August Böhmer schließlich durch Verfügung vom 25. November 1741 zum Oberamtspräsidenten des Verwaltungsbezirkes um Groß-Glogau unter dem amtierenden Minister für ganz Schlesien Ludwig Wilhelm Graf von Münchow (1712–1753) bestellt wurde. Dieses Amt führte Boehmer, in der Folgezeit noch zum Geheimrat befördert, bis zu seinem plötzlichen Tode im Jahre 1748 aus.
Boehmers Verdienste lagen besonders darin, dass er in einem Gebiet mit mehrheitlich katholisch geprägter Bevölkerung sowie einer auf Grund von Besatzungszeit und Kriegswirren desolaten Verwaltung und schlechter wirtschaftlicher Lage  neue Strukturen im Sinne des aufgeklärten Absolutismus nach preußischem Vorbild aufbaute. In diesem Zusammenhang führte er unter anderem gegen den Widerstand resistenter und traditioneller Teile der Bevölkerung, besonders in der Oberschicht, das preußische Allgemeine Landrecht sowie die preußische Steuerklassifikation aber auch vor allem die Religionsfreiheit ein, um durch „gerechte, geschickte und einwandfreie Verwaltungsarbeit“ die Herzen der schlesischen Bevölkerung für Preußen zu gewinnen. Er zögerte hierbei nicht, seine Widersacher und Rebellen gegen das neue System, wie beispielsweise einen Grafen von Finckenstein, der versucht hatte eine Rebellion gegen ihn zu organisieren, mit Unterstützung des Großkanzlers Samuel von Cocceji festsetzen und bestrafen zu lassen. 

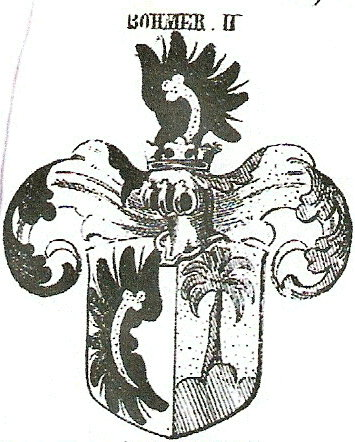
Wappen Karl August von Böhmer

Karl August Böhmer wurde am 12. Oktober 1743 auf Grund seiner großen Verdienste als Zivilbeamter von Friedrich dem Großen in den erblichen preußischen Adelsstand erhoben. Dies geschah möglicherweise aber auch, um hierdurch eine standesgemäße Heirat mit einer Dame aus altem schlesischem Adel zu ermöglichen und damit zur Festigung der Bande zwischen dem Königreich Preußen und der neu hinzugewonnenen schlesischen Provinz beizutragen. Sein Adelswappen ist gespalten, vorn in Silber ein preußischer Flügel, mit den Sachsen einwärts gekehrt. Hinten in Gold auf grünem Boden ein Palmbaum. Kleinod: Flügel auf der Krone, Decken schwarz-silbern und grün-golden.

## Familie
Karl August von Böhmer war verheiratet mit Sophia Elisabeth Amalie von Kalckreuth (1727–1793), Tochter von Hans Ernst von Kalckreuth, Herr auf Ober- und Niedersiegersdorf im Landkreis Bunzlau, und Sophie Elisabeth von Bülow aus dem Hause Eschenrode. Mit ihr zusammen hatte er zwei Töchter und einen Sohn:
- Sophia Emilie Elisabeth (* 16. Mai 1744; † 28. Dezember 1778) ⚭ Graf Johann Wilhelm von der Goltz (1737–1793)
- Karoline Auguste (* 30. November 1745; † 31. August 1831) ⚭ Adolf Friedrich Siegesmund von Pape († 27. Oktober 1789), preußischer Major[2]
- Karl Just Ernst (* 9. April 1747; † 2. April 1848)

Mit dem frühen Tod des Sohnes starb dieser Zweig der Familie Böhmer/Boehmer und der oben erwähnte erworbene Adelstitel im Mannesstamme aus.